# إرنست دبليو. لويس
إرنست دبليو. لويس (بالإنجليزية: Ernest W. Lewis)‏ هو قاضي أمريكي، ولد في 27 ديسمبر 1875 في إنديانا في الولايات المتحدة، وتوفي في 3 أبريل 1927 في فينيكس في الولايات المتحدة.